# 3.15.20
3.15.20 è il quarto album in studio del cantante statunitense Childish Gambino, pubblicato il 22 marzo 2020 da RCA Records.
L'album è stato rimosso dalle piattaforme streaming l'8 maggio 2024, venendo sostituito da una riedizione dell'album intitolata Atavista, la versione finale di 3.15.20, che è stata pubblicata il 13 maggio seguente.

## Tracce
1. 0.00 – 2:59 (Donald Glover, James Francies Jr., Denise Renee)
2. Algorhythm – 3:32 (D. Glover, Dacoury Natche, Eyobed Getachew, Riley Mackin, Kurtis McKenzie, Ely Rise, Keir Gist, Reneé Neufville, Abdullah Bahr, Leon Ware, Zane Grey)
3. Time (featuring Ariana Grande) – 6:07 (D. Glover, Natche, Ludwig Göransson, Chukwudi Hodge, Sarah Aarons)
4. 12.38 (featuring 21 Savage, Ink & Kadhja Bonet) – 6:32 (D. Glover, Natche, Shéyaa Bin Abraham-Joseph, Atia "Ink" Boggs, Kadhja Bonet)
5. 19.10 – 5:08 (D. Glover, Natche, Göransson, Hodge, Kurtis McKenzie, Francies)
6. 24.19 – 7:59 (D. Glover, Natche, Carlos "Loshendrix" Munoz)
7. 32.22 – 3:12 (D. Glover, Natche, Göransson, Hodge, McKenzie, Francies)
8. 35.31 – 3:56 (D. Glover, Natche, Erwin Henderson Jr., Curtis Kirk, Peaches Monroee, Sam Sugarman)
9. 39.28 – 2:59 (D. Glover, Francies, Mackin)
10. 42.26 – 5:21 (D. Glover, Göransson)
11. 47.48 – 6:00 (D. Glover, Natche, Göransson, Hodge, Legend Glover)
12. 53.49 – 3:55 (D. Glover, Natche, Francies)

Note
- Algorhythm contiene samples di Hey Mr. D.J. (1993), scritta da Anthony Bahr, Kier Gist, Leon Ware, Rene Neufville e Zane Grey, interpretata dagli Zhané.